# Mùa
Mùa là sự phân chia của năm, dựa trên sự thay đổi chung nhất theo chu kỳ của thời tiết, sinh thái và số giờ ánh sáng ban ngày trong một khu vực nhất định. Trên Trái đất, các mùa là kết quả của quỹ đạo Trái đất xung quanh Mặt trời và độ nghiêng trục của Trái đất so với mặt phẳng ecliptic. Trong các khu vực ôn đới và vùng cực nói chung có bốn mùa rõ rệt: xuân, hạ (hè), thu và đông. Trong một số khu vực nhiệt đới và cận nhiệt đới thì có thể người ta chỉ chia thành hai mùa là mùa mưa và mùa khô, dựa trên lượng mưa có sự thay đổi đáng kể hơn so với sự thay đổi của nhiệt độ. Trong một số khu vực khác của vùng nhiệt đới thì lại có sự phân chia thành ba mùa: mùa nóng, mùa mưa và mùa lạnh. Người Ai Cập cổ đại còn chia một năm thành ba mùa, Aklet, là mùa ngập lụt, mùa cày cấy và gieo hạt, và Stem là mùa thu hoạch mùa màng.
Một số dân tộc bản xứ ở Lãnh thổ Bắc của Úc sử dụng sáu mùa, trong khi người Sami (thổ dân) của vùng Scandinavia thừa nhận không ít hơn 8 mùa.
Ở khu vực Melbourne của miền đông nam nước Úc, tiến sĩ Beth Goth từ Monash School of Biological sciences (Trường Sinh học Monash) đã biên soạn các tài liệu của một số các đồng nghiệp, là những người đang quảng cáo cho mô hình 6 mùa đối với khu vực này.
Trên đảo Vancouver ngoài bờ biển phía tây của Canada, John Neville – một nhà nghiên cứu thiên nhiên và một nhà văn nổi tiếng – tin rằng phần phía đông của đảo này có mùa trước mùa xuân trên thực tế (de facto) trong khoảng thời gian giữa mùa đông và mùa xuân. Mùa xuân đang đến dần trong tháng 2 thỉnh thoảng bị ngắt quãng bởi những trận tuyết rơi ngắn ngày làm cho thời kỳ tháng 2-3 có đặc trưng của một mùa lai tạp, nó không phải mùa đông mà cũng chẳng phải mùa xuân.
Trong một số khu vực của thế giới, các "mùa" đặc biệt được định nghĩa một cách khá lỏng lẻo dựa theo các sự kiện tự nhiên như mùa bão, mùa lốc xoáy, hay mùa cháy rừng.
Trên một số hành tinh trong Hệ Mặt Trời, cũng có hiện tượng thời tiết thay đổi tuần hoàn theo chu kỳ quay quanh Mặt Trời, cũng gọi là mùa; cùng nguyên nhân là độ nghiêng trục quay so với mặt phẳng quỹ đạo.

## Nguyên nhân
Nguyên nhân chủ yếu của các mùa là trục tự quay của Trái Đất hay hành tinh nói chung là không vuông góc (nghiêng) với mặt phẳng quỹ đạo của nó quanh Mặt Trời. Với trục Trái Đất, hiện nay (kỷ nguyên J2000) nó nghiêng một góc khoảng 23.439 độ. Vì thế, tại bất kỳ thời điểm nào trong năm, một phần của bề mặt hành tinh là xoay trực tiếp hơn về phía các tia nắng từ Mặt Trời (xem Hình. 1).
Sự xoay này sẽ lần lượt thay đổi khi Trái Đất hay hành tinh chuyển động trên quỹ đạo của nó xung quanh Mặt Trời. Tại thời điểm bất kỳ, không phụ thuộc vào mùa, các bán cầu bắc và nam sẽ luôn luôn có các mùa ngược nhau (xem Hình. 3). Các mùa ở các khu vực vùng cực và ôn đới của một bán cầu là ngược lại với các mùa ở bán cầu kia. Khi mùa hè đang diễn ra ở bắc bán cầu thì ở nam bán cầu là mùa đông và ngược lại, cũng như khi có mùa xuân ở bắc bán cầu thì đó lại là mùa thu ở nam bán cầu (và ngược lại).
Trên Trái Đất, ngoài việc mật độ tia tới cao hay thấp thì sự tán xạ ánh sáng trong khí quyển là lớn hơn khi nó chiếu tới với một góc nhỏ. (Xem thêm mùa đông Bắc cực và đêm trắng.) Sự dao động về thời tiết theo mùa còn phụ thuộc vào các yếu tố như sự gần với các đại dương hay các khu vực có chứa nhiều nước, các dòng hải lưu trong các đại dương này, các hiện tượng như El Niño/ENSO và các hiện tượng có chu kỳ khác nữa của đại dương, cũng như là hướng gió chủ đạo.

Hình. 2
Khi Trái Đất chuyển động xung quanh Mặt Trời, sự nghiêng về Mặt Trời ở hai bán cầu là ngược nhau.

## Hiệu ứng khí hậu Trái Đất
Trong các khu vực ôn đới và vùng cực thì các mùa được ghi nhận bởi sự thay đổi trong lượng ánh nắng, thông thường nó tạo ra các chu kỳ trạng thái rụng lá của thực vật và ngủ đông của động vật. Các hiệu ứng này dao động theo vĩ độ và sự kề cận với các khu vực nhiều nước. Ví dụ, cực nam nằm gần như ở giữa của lục địa là châu Nam Cực, và vì thế khoảng cách từ đó tới những khu vực chịu ảnh hưởng vừa phải của các đại dương là khá lớn. Cực bắc nằm ở Bắc Băng Dương, vì thế các giới hạn nhiệt độ của nó được giảm đi nhờ các khối nước xung quanh. Kết quả là mùa đông ở cực nam lạnh hơn đáng kể so với mùa đông ở cực bắc.
Trong khu vực nhiệt đới, không có nhiều sự thay đổi đáng kể trong lượng ánh sáng chiếu tới. Tuy nhiên, nhiều khu vực (chủ yếu là miền bắc Ấn Độ Dương) là có hiện tượng mưa theo gió mùa và các chu kỳ gió.
Một điều lạ kỳ là việc nghiên cứu các ghi chép về nhiệt độ trong vòng 300 năm qua (David Thompson, tạp chí Science, 4/1995) chỉ ra rằng các mùa thời tiết, và vì thế năm thời tiết là bị chi phối bởi năm điểm cận nhật nhiều hơn là năm chí tuyến.

## Vùng cực Trái Đất

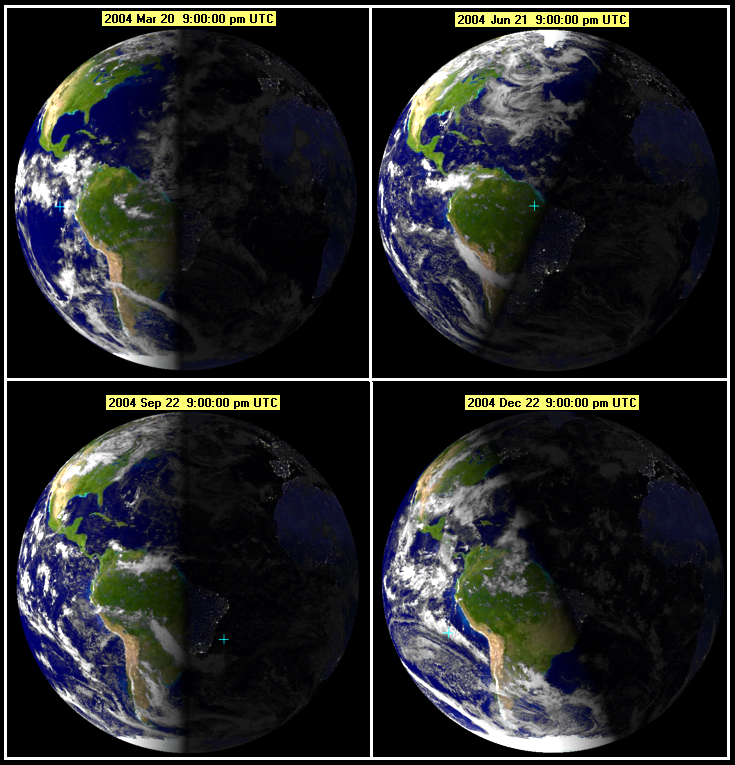
Minh họa về Trái Đất trong các mùa khác nhau

Một sai lầm phổ biến là suy nghĩ cho rằng trong phạm vi vòng Bắc cực và vòng Nam cực thì Mặt Trời mọc một lần về mùa xuân và lặn một lần vào mùa thu; vì thế ngày và đêm bị suy diễn một cách sai lầm là chỉ bị ngắt quãng sau khoảng 183 ngày trên lịch. Điều này chỉ có thể coi là đúng trong các vùng rất gần với các cực.
Một điều đúng đắn là bất kỳ điểm nào của phần phía bắc của vòng Bắc cực (hay phía nam của vòng Nam cực) sẽ có một khoảng thời gian trong mùa hè khi Mặt Trời không lặn, và một khoảng thời gian trong mùa đông khi Mặt Trời không mọc. Khi vĩ độ quan sát càng cao thì chu kỳ của "mặt trời giữa đêm" (hoặc "bóng tối giữa ban ngày" cho nửa kia của địa cầu) càng kéo dài hơn.
Ví dụ, tại trạm quân sự và thời tiết Alert ở đỉnh phía bắc của đảo Ellesmere, Canada (khoảng 450 hải lý hay 830 km từ Bắc cực), Mặt Trời bắt đầu xuất hiện trên đường chân trời vào khoảng giữa tháng 2 và cứ mỗi ngày nó lại lên cao hơn một chút và ngày kéo dài hơn; cho đến khoảng ngày 21 tháng 3 thì thời gian có Mặt Trời kéo dài 12 giờ. Tuy nhiên, giữa tháng 2 không phải là thời điểm đầu tiên có nắng. Bầu trời (được nhìn từ trạm Alert) rất lờ mờ, hoặc ít nhất có thể coi là sự chiếu sáng trước rạng đông trên đường chân trời, trước khi những hình ảnh đầu tiên của Mặt Trời xuất hiện vào khoảng hơn một tháng sau. Trong các tuần quanh ngày 21 tháng 6, Mặt Trời lên tới điểm cao nhất của nó về phía bắc, và nó xuất hiện trên bầu trời không hề thấp hơn đường chân trời. Sau đó cứ mỗi ngày qua đi thì nó lại xuất hiện trên bầu trời thấp hơn về phía nam. Vào giữa tháng 10, nó lại biến mất. Trong vài tháng kế tiếp, "ngày" được đánh dấu bởi một khoảng thời gian ngày càng ngắn hơn của sự lờ mờ. Cuối cùng, trong các tuần xung quanh ngày 21 tháng 12 thì không có gì có thể phá vỡ bóng tối. Trong giai đoạn cuối của mùa đông, những tia sáng mờ nhạt đầu tiên chỉ xuất hiện ở đường chân trời trong vài phút mỗi ngày, và sau đó thời gian này lại tăng dần trong dạng ánh sáng lờ mờ trước rạng đông mỗi ngày cho đến khi nhìn thấy Mặt Trời mọc ở đường chân trời trong tháng 2.

## Tính toán

### Trên Trái Đất

#### Mỹ
Ngày mà mỗi mùa bắt đầu phụ thuộc vào việc định nghĩa nó. Tại Mỹ, các mùa được coi là bắt đầu tại các điểm phân (xuân phân, thu phân) và điểm chí (hạ chí, đông chí) thiên văn: các mùa như thế đôi khi gọi là "mùa thiên văn". Theo sự ước lượng này thì mùa hè bắt đầu từ thời điểm hạ chí, mùa đông bắt đầu từ thời điểm đông chí, mùa xuân bắt đầu từ thời điểm xuân phân và mùa thu bắt đầu ở thời điểm thu phân. Trong lịch tập quán của Mỹ, các ngày sau đây được coi là giữa các mùa:
- Mùa đông (3 tháng 2)
- Mùa xuân (5 tháng 5 hay 6 tháng 5)
- Mùa hè (7 tháng 8)
- Mùa thu (6 tháng 11)

#### Anh
Tại Vương quốc Liên hiệp Anh và Bắc Ireland, các mùa thông thường được tính là bắt đầu sớm hơn khoảng 7 tuần: mùa xuân bắt đầu vào ngày Candlemas, mùa hè vào ngày May Day, mùa thu vào ngày Lammas và mùa đông vào ngày All Hallows.
Lịch Ireland sử dụng gần giống như cách ước lượng trên; mùa xuân bắt đầu ngày 1 tháng 2 (Imbolc), mùa hè bắt đầu vào ngày 1 tháng 5 (Beltane), mùa thu bắt đầu vào ngày 1 tháng 8 (Lughnasadh) và mùa đông bắt đầu vào ngày 1 tháng 11 (Samhain).

#### Liên Xô và Đan Mạch
Trong khí tượng học đối với bắc bán cầu, mùa xuân bắt đầu vào ngày 1 tháng 3, mùa hè bắt đầu vào ngày 1 tháng 6, mùa thu bắt đầu vào ngày 1 tháng 9 và mùa đông bắt đầu vào ngày 1 tháng 12. Định nghĩa này được Đan Mạch và Liên Xô cũ tuân theo.

#### Úc
Ngược lại, đối với nam bán cầu, mùa hè khí tượng học bắt đầu vào ngày 1 tháng 12, mùa thu bắt đầu vào ngày 1 tháng 3, mùa đông bắt đầu vào ngày 1 tháng 6 và mùa xuân bắt đầu vào ngày 1 tháng 9. Định nghĩa này được Úc tuân theo.

#### Đông Á
Lịch của người Triều Tiên, Trung Quốc, Nhật Bản và Việt Nam dựa trên cơ sở của âm dương lịch, trong đó các điểm xuân phân, hạ chí, thu phân và đông chí được coi là thời điểm giữa các mùa. Loại lịch này rất gần với định nghĩa khí tượng học của các mùa.

#### Tổng kết
| Bắc bán cầu  | Bắc bán cầu   | Bắc bán cầu | Dương lịch | Nam bán cầu   | Nam bán cầu |
| Truyền thống | Khí tượng học | Thiên văn   | Dương lịch | Khí tượng học | Thiên văn   |
| ------------ | ------------- | ----------- | ---------- | ------------- | ----------- |
| Mùa đông     | Mùa đông      | Mùa đông    | Tháng 1    | Mùa hè        | Mùa hè      |
| Mùa xuân     | Mùa đông      | Mùa đông    | Tháng 2    | Mùa hè        | Mùa hè      |
| Mùa xuân     | Mùa xuân      | Mùa đông    | Tháng 3    | Mùa thu       | Mùa hè      |
| Mùa xuân     | Mùa xuân      | Mùa xuân    | Tháng 4    | Mùa thu       | Mùa thu     |
| Mùa hè       | Mùa xuân      | Mùa xuân    | Tháng 5    | Mùa thu       | Mùa thu     |
| Mùa hè       | Mùa hè        | Mùa xuân    | Tháng 6    | Mùa đông      | Mùa thu     |
| Mùa hè       | Mùa hè        | Mùa hè      | Tháng 7    | Mùa đông      | Mùa đông    |
| Mùa thu      | Mùa hè        | Mùa hè      | Tháng 8    | Mùa đông      | Mùa đông    |
| Mùa thu      | Mùa thu       | Mùa hè      | Tháng 9    | Mùa xuân      | Mùa đông    |
| Mùa thu      | Mùa thu       | Mùa thu     | Tháng 10   | Mùa xuân      | Mùa xuân    |
| Mùa đông     | Mùa thu       | Mùa thu     | Tháng 11   | Mùa xuân      | Mùa xuân    |
| Mùa đông     | Mùa đông      | Mùa thu     | Tháng 12   | Mùa hè        | Mùa xuân    |

## Hình ảnh về các mùa
Những hình ảnh dưới đây là đặc trưng cho các mùa tại khu vực ôn đới và hàn đới:

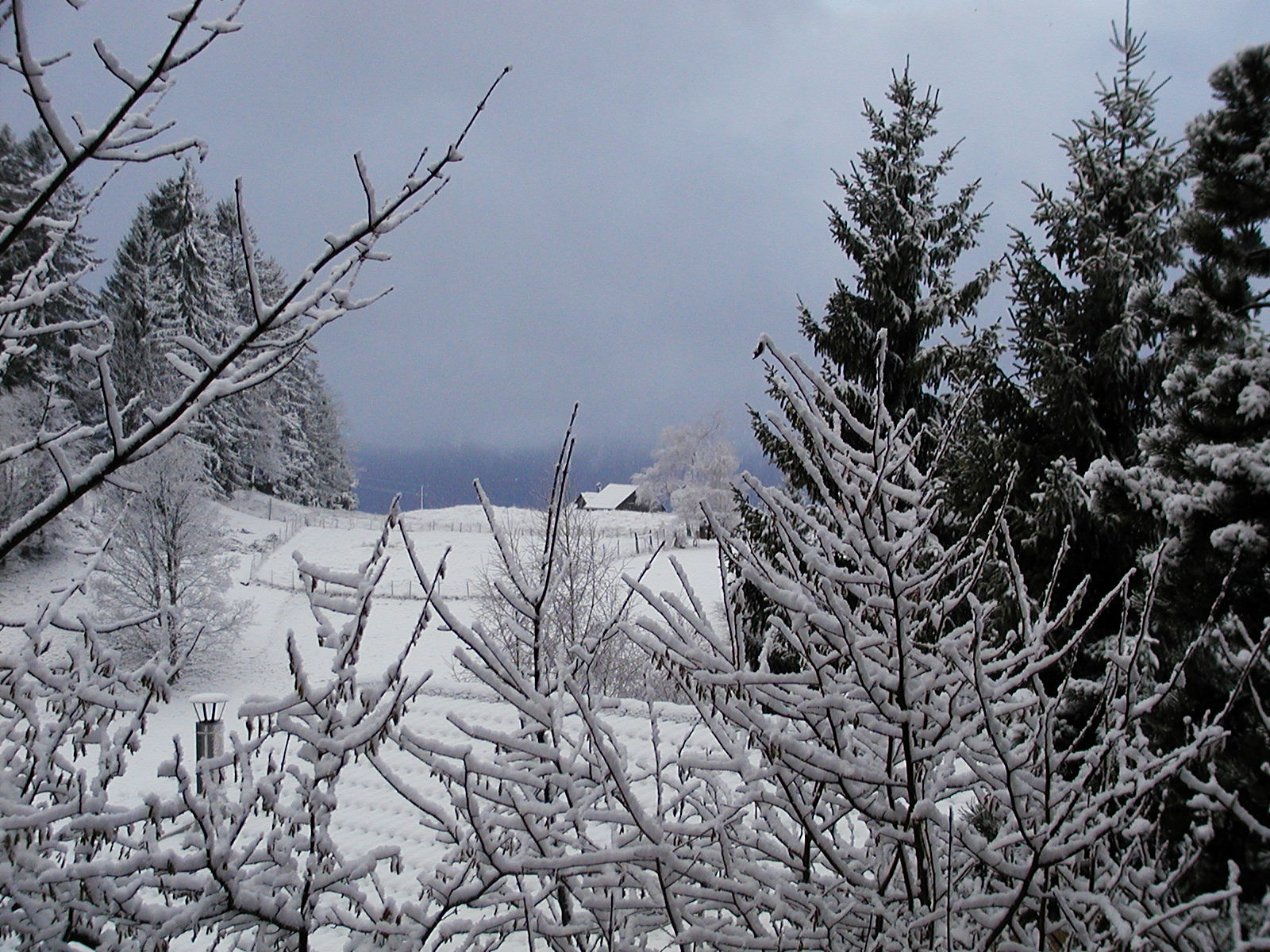
Trong mùa đông, thực vật ngủ đông.
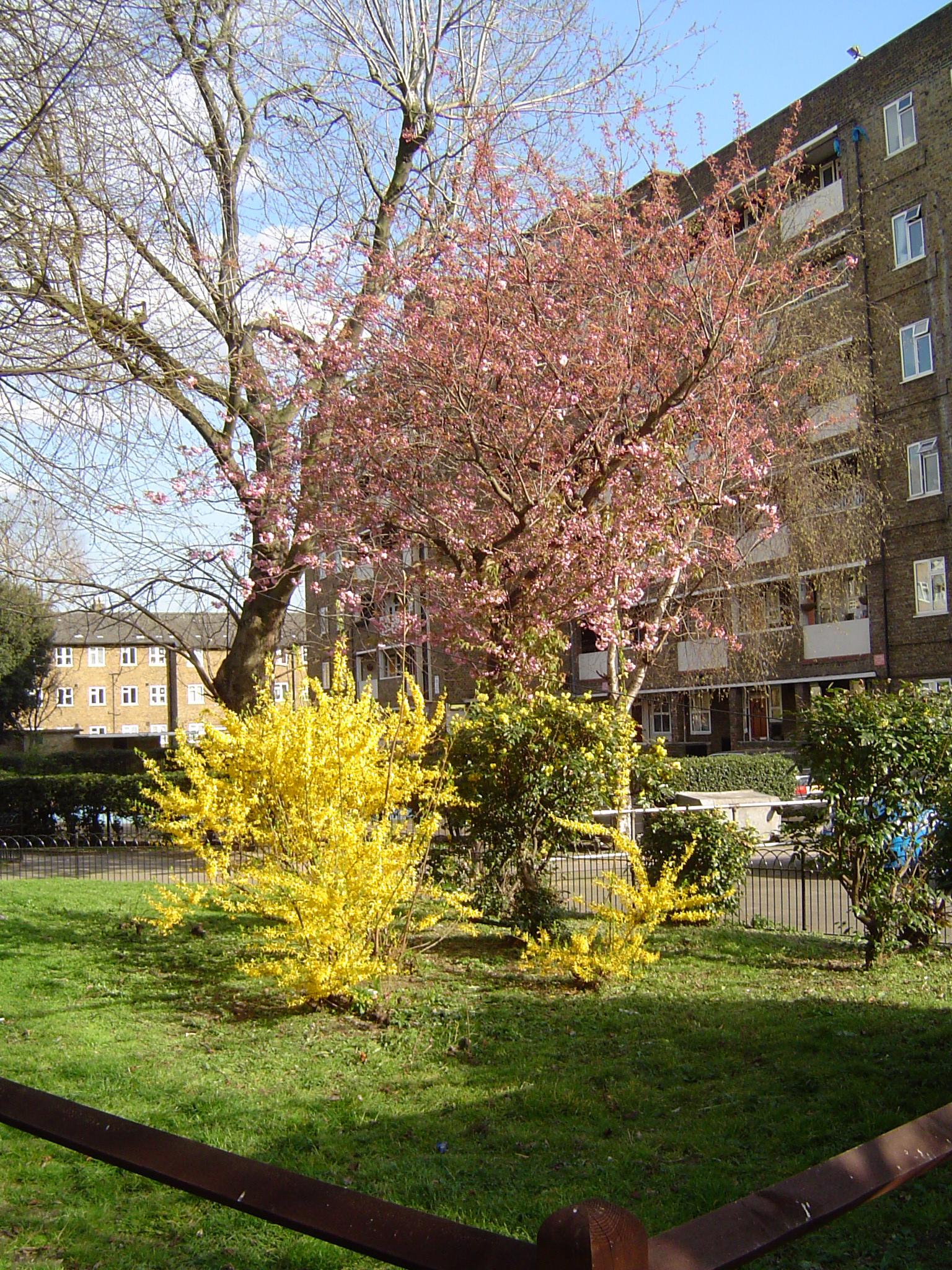
Trong mùa xuân, thực vật bắt đầu phát triển trở lại.
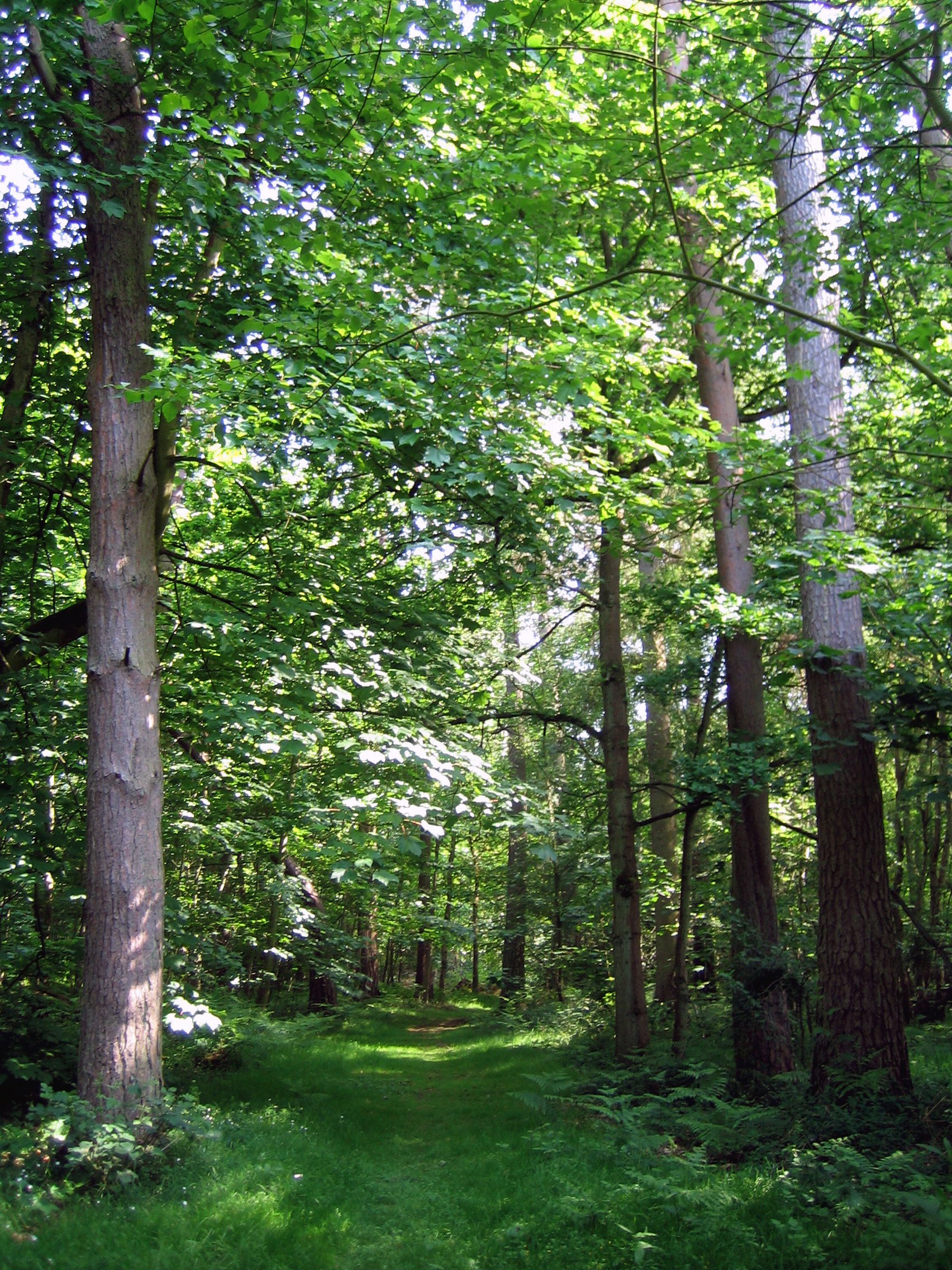
Trong mùa hè thực vật phát triển mạnh mẽ.
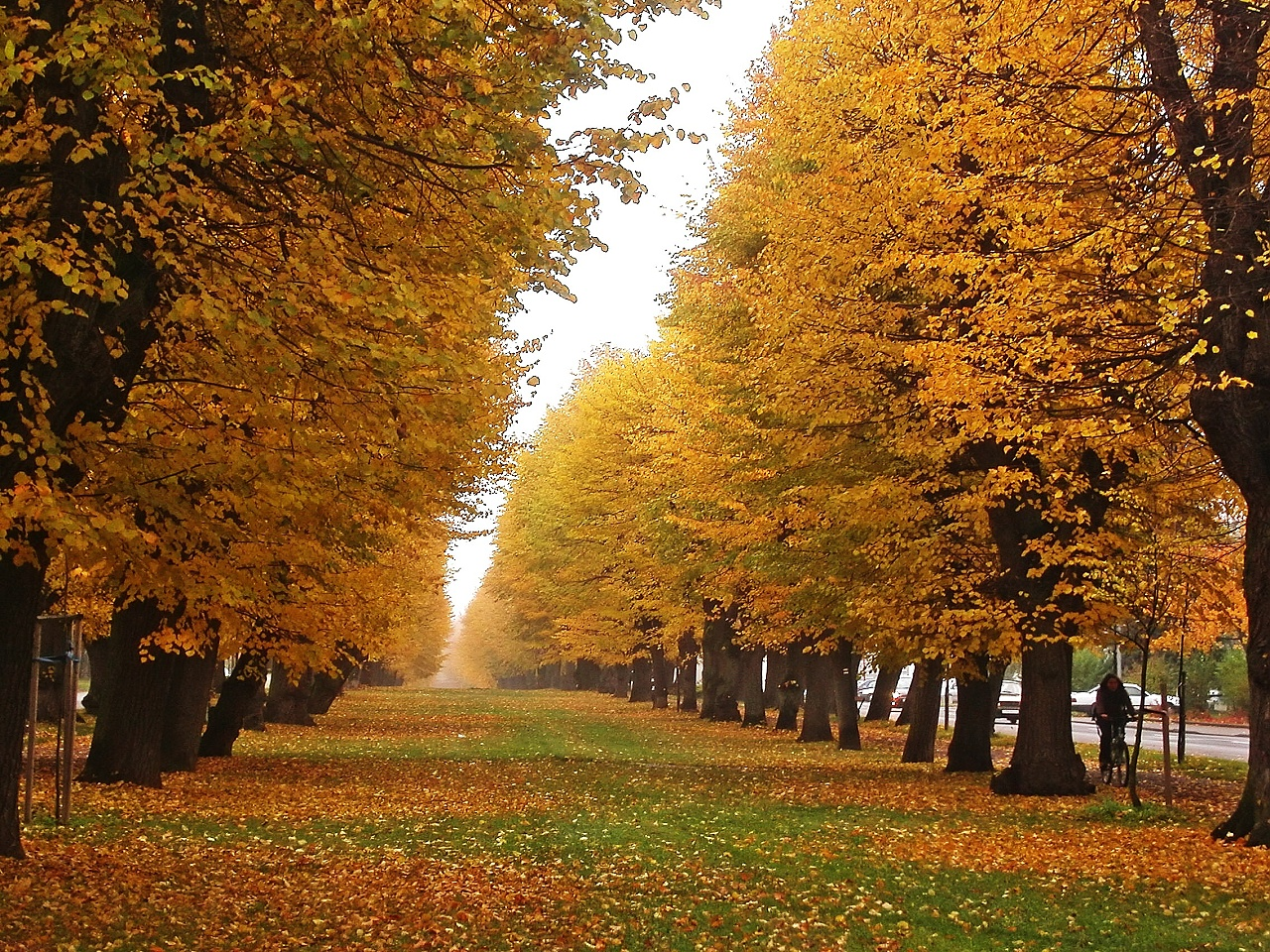
Trong mùa thu, cây cối bắt đầu ngả sang màu vàng và rụng lá.

## Bảng tính thời điểm chí
| Năm  | Xuân phân tháng 3 | Xuân phân tháng 3 | Hạ chí tháng 6 | Hạ chí tháng 6 | Thu phân tháng 9 | Thu phân tháng 9 | Đông chí tháng 12 | Đông chí tháng 12 |
| Năm  | ngày              | giờ               | ngày           | giờ            | ngày             | giờ              | ngày              | giờ               |
| ---- | ----------------- | ----------------- | -------------- | -------------- | ---------------- | ---------------- | ----------------- | ----------------- |
| 2002 | 20                | 19:16             | 21             | 13:24          | 23               | 04:55            | 22                | 01:14             |
| 2003 | 21                | 01:00             | 21             | 19:10          | 23               | 10:47            | 22                | 07:04             |
| 2004 | 20                | 06:49             | 21             | 00:57          | 22               | 16:30            | 21                | 12:42             |
| 2005 | 20                | 12:33             | 21             | 06:46          | 22               | 22:23            | 21                | 18:35             |
| 2006 | 20                | 18:26             | 21             | 12:26          | 23               | 04:03            | 22                | 00:22             |
| 2007 | 21                | 00:07             | 21             | 18:06          | 23               | 09:51            | 22                | 06:08             |
| 2008 | 20                | 05:48             | 20             | 23:59          | 22               | 15:44            | 21                | 12:04             |
| 2009 | 20                | 11:44             | 21             | 05:45          | 22               | 21:18            | 21                | 17:47             |
| 2010 | 20                | 17:32             | 21             | 11:28          | 23               | 03:09            | 21                | 23:38             |
| 2011 | 20                | 23:21             | 21             | 17:16          | 23               | 09:04            | 22                | 05:30             |
| 2012 | 20                | 05:14             | 20             | 23:09          | 22               | 14:49            | 21                | 11:11             |
| 2013 | 20                | 11:02             | 21             | 05:04          | 22               | 20:44            | 21                | 17:11             |
| 2014 | 20                | 16:57             | 21             | 10:51          | 23               | 02:29            | 21                | 23:03             |

Lưu ý: Tên gọi các điểm phân và chí phù hợp cho Bắc bán cầu.

### Hành tinh nói chung
Trên các hành tinh nói chung trong Hệ Mặt Trời, mùa được định nghĩa theo kinh độ Mặt Trời (Ls):
- Mùa xuân bắc bán cầu/mùa thu nam bán cầu bắt đầu từ Ls=0° (xuân phân)
- Mùa hạ bắc bán cầu/mùa đông nam bán cầu bắt đầu từ Ls=90° (hạ chí)
- Mùa thu bắc bán cầu/mùa xuân nam bán cầu bắt đầu từ Ls=180° (thu phân)
- Mùa đông bắc bán cầu/mùa hạ nam bán cầu bắt đầu từ Ls=270° (đông chí)